# 2018年冬季帕拉林匹克運動會閉幕式
2018年冬季帕拉林匹克運動會閉幕式將在2018年3月18日於平昌奧林匹克體育場舉行。

## 儀式
- The Rock Band Royal Pirates as perfom Hasta la Vista and Where U.
- The Rock pop Band CNBLUE as perfom
- The British Popopera group Il divo and Korean singer Song So-hee as perfom Time To Say Goodbye and Arirang.

## 向史提芬·霍金致敬
在平昌冬殘奧閉幕式也將對史蒂芬·霍金進行特別致敬。霍金與2018年3月14日在他英國劍橋的居住地逝世，享年76歲。雖然他一生面對漸凍症，但他在天文學及宇宙學裡付出了巨大的貢獻

## 移交帕運會旗
大會會旗將由本屆地主平昌郡郡守交給國際帕拉林匹克委員會主席安德魯·帕森斯，再由後者交給下屆地主北京市市長陳吉寧。

## 頌歌
- TBA - 南韓國歌
- TBA - 帕拉林匹克會歌
- TBA - 中華人民共和國國歌